# Amoghavarsha

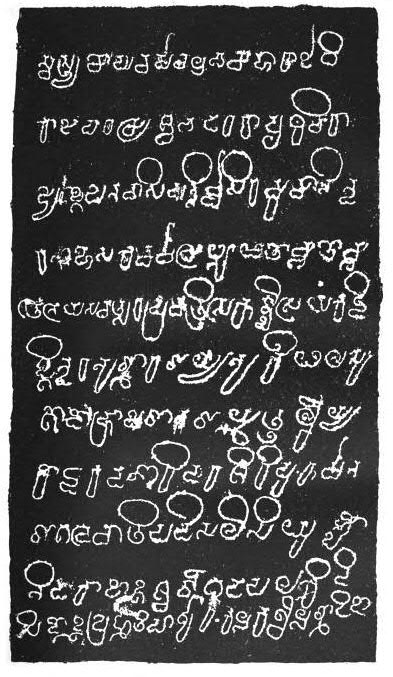
Antigua inscripción en canarés (876 d. C.) del rey Rashtrakuta Amoghavarsha I en el templo Veerabhadra de Kumsi.

Amoghavarsha I (también conocido como Amoghavarsha Nrupathunga I) (r.814-878) fue el mayor emperador de la dinastía Rashtrakuta, y uno de los gobernantes más notables de la la India antigua. Su reinado de 64 años es uno de los más largos con fecha precisa de los reinos monárquicos registrados. Durante su reinado prosperaron muchos eruditos del kannada y del sánscrito, entre ellos el gran matemático indio Mahaviracharya que escribió Ganita-sara-samgraha, Jinasena, Virasena, Shakatayan y Sri Vijaya (un teórico de la idioma canarés).
Amoghavarsha I fue un consumado poeta y erudito. Escribió (o fue coautor) del Kavirajamarga, la primera obra literaria extensa en canarés, y del Prashnottara Ratnamalika, una obra religiosa en sánscrito.
Durante su gobierno ostentó títulos como Nrupathunga, Atishadhavala, Veeranarayana, Rattamarthanda y Srivallabha. Trasladó la capital real de Rashtrakuta de Mayurkhandi en el distrito de Bidar a Manyakheta en el distrito de Gulbarga en el moderno estado de Karnataka. Se dice que construyó la ciudad real para “igualar a la del Señor Indra”. La capital fue planeada para incluir edificios elaboradamente diseñados para la realeza utilizando la mejor mano de obra.
El viajero árabe Sulaiman describió a Amoghavarsha como uno de los “cuatro grandes reyes del mundo”. Por su temperamento religioso, su interés por las bellas artes y la literatura y su carácter pacífico, el historiador Panchamukhi lo ha comparado con el emperador Ashoka y le ha otorgado el honor de “Ashoka del Sur”. Parece haber sentido una gran admiración por la lengua, la literatura y la cultura del pueblo canarés, como atestigua el texto Kavirajamarga.

## Primeros años
Amoghavarsha I (cuyo nombre de nacimiento era Sharva) nació en el año 800 d. C. en Sribhavan, a orillas del río Narmada durante el viaje de regreso de su padre, el emperador Govinda III, de sus exitosas campañas en el norte de la India. Esta información se desprende de la inscripción Manne del 803 y de las placas Sanjan del 871, ambas importantes fuentes de información sobre Amoghavarsha I. Las placas de Sirur aclaran además que Amoghavarsha I ascendió al trono en 815 a la edad de 14 años tras la muerte de su padre. A partir de entonces, todas sus inscripciones se refieren a él como Amoghavarsha I.
Una revuelta liderada por algunos de sus parientes junto con feudatarios del imperio lo desbancó temporalmente, quien, con la ayuda de su primo (Karka) también llamado Patamalla, se restableció como emperador hacia el año 821. Esta información procede de los registros de Surat y de las placas de Baroda del año 835. Los primeros en rebelarse fueron los feudatarios de la Ganga Occidental, dirigidos por el rey Shivamara II. En la serie de batallas que siguieron, Shivamara II fue asesinado en 816. Pero el comandante y confidente de Amoghavarsha I, Bankesha, fue derrotado en Rajaramadu por el siguiente rey Ganga, Rachamalla. Debido a la resistencia de los Gangas Occidentales, Amoghavarsha I se vio obligado a seguir una política conciliadora. Dio en matrimonio a su hija, Chandrabbalabbe, al rey Butuga I de los Ganges Occidentales, y a otra hija, Revakanimmadi, al príncipe Ereganga. Se produjeron más revueltas entre el 818 y el 820, pero en el 821 Amoghavarsha I había vencido toda la resistencia y establecido un reino estable para gobernar.

## Guerras en el sur

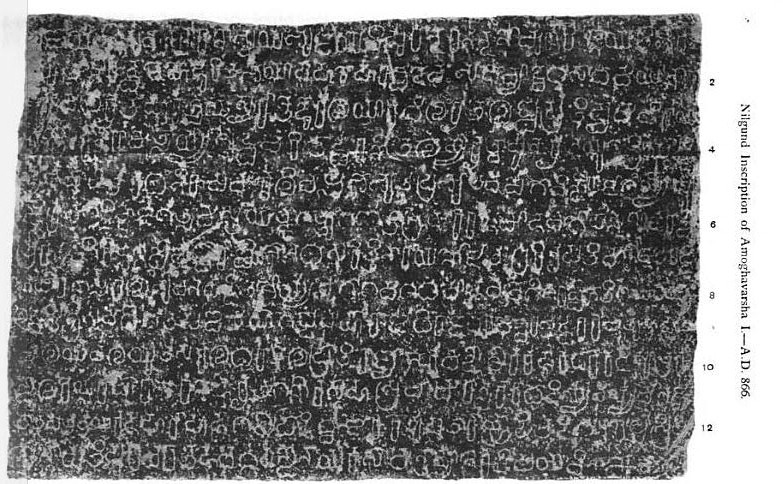
Inscripción antigua bilingüe canarés-sánscrito (866 d. C.) escrita en escritura canarés antigua, procedente de Nilgund del rey de Rashtrakuta Amoghavarsha I.

Vijayaditya II de la familia Chalukyas orientales derrocó a Bhima Salki, el feudatario Rashtrakuta que gobernaba en Vengi, tomó posesión del trono y continuó sus hostilidades contra los Rashtrakutas. Capturó Sthambha (la actual Kammamettu), un bastión de los Rashtrakuta. Por las planchas de Cambay y Sangli se sabe que Amoghavarsha I derrotó abrumadoramente a los Vengi Chalukyas y los expulsó de sus fortalezas en la batalla de Vingavalli. Los registros de Bagumra mencionan un “Mar de Chalukyas” invadiendo el reino Ratta que Amoghavarsha I defendió con éxito. Tras estas victorias asumió el título de Veeranarayana.
La paz fue restaurada temporalmente por un matrimonio entre el hijo de Vijayaditya II, Vishnuvardhana V, y la princesa ratta Shilamahadevi, una hermana de Karka de la rama Rashtrakuta de Guyarat. Sin embargo, Vishnuvardhana V atacó a los Kalachuri feudatarios del norte de los Rashtrakutas en Tripuri, en la India central, y capturó Elichpur, cerca de Nasik. Amoghavarsha I mató a Vishnuvardhana V en 846, pero continuó una relación amistosa con el siguiente gobernante chalukya oriental Gunaga Vijayaditya III, y suprimió a los recalcitrantes Alupas de Canara del Sur bajo el príncipe Vimaladitya en 870. Asimismo, Amoghavarsha I mantuvo relaciones amistosas con los Pallava, que estaban ocupados en mantener a raya a los Pandyas.  Los Pallavas también tenían lazos maritales con los Rashtrakutas. Nandivarman estaba casado con una princesa ratta, Sankha, y su hijo también se llamaba Nripathunga. Esto ha llevado a los historiadores a sugerir que el rey Pallava debió casarse con Nrupatunga la hija de  Amoghavarsha I.
Las inscripciones de Sanjan del año 871 afirman que Amoghavarsha I realizó un gran esfuerzo para derrocar el reino de los dravidas y que la movilización de sus ejércitos sembró el terror en los corazones de los actuales reyes de Kerala, Pandya, Chola, Kalinga, Magadha, Guyarat y Pallava. El registro también afirma que Amoghavarsha I había encarcelado de por vida al gobernante Gangavamshi y a aquellos de su propia corte que habían llevado a cabo conspiraciones contra él.
El reinado de Amoghavarsha duró hasta el año 877 d. C., tras lo cual se retiró voluntariamente del trono.

## Religión, cultura y literatura

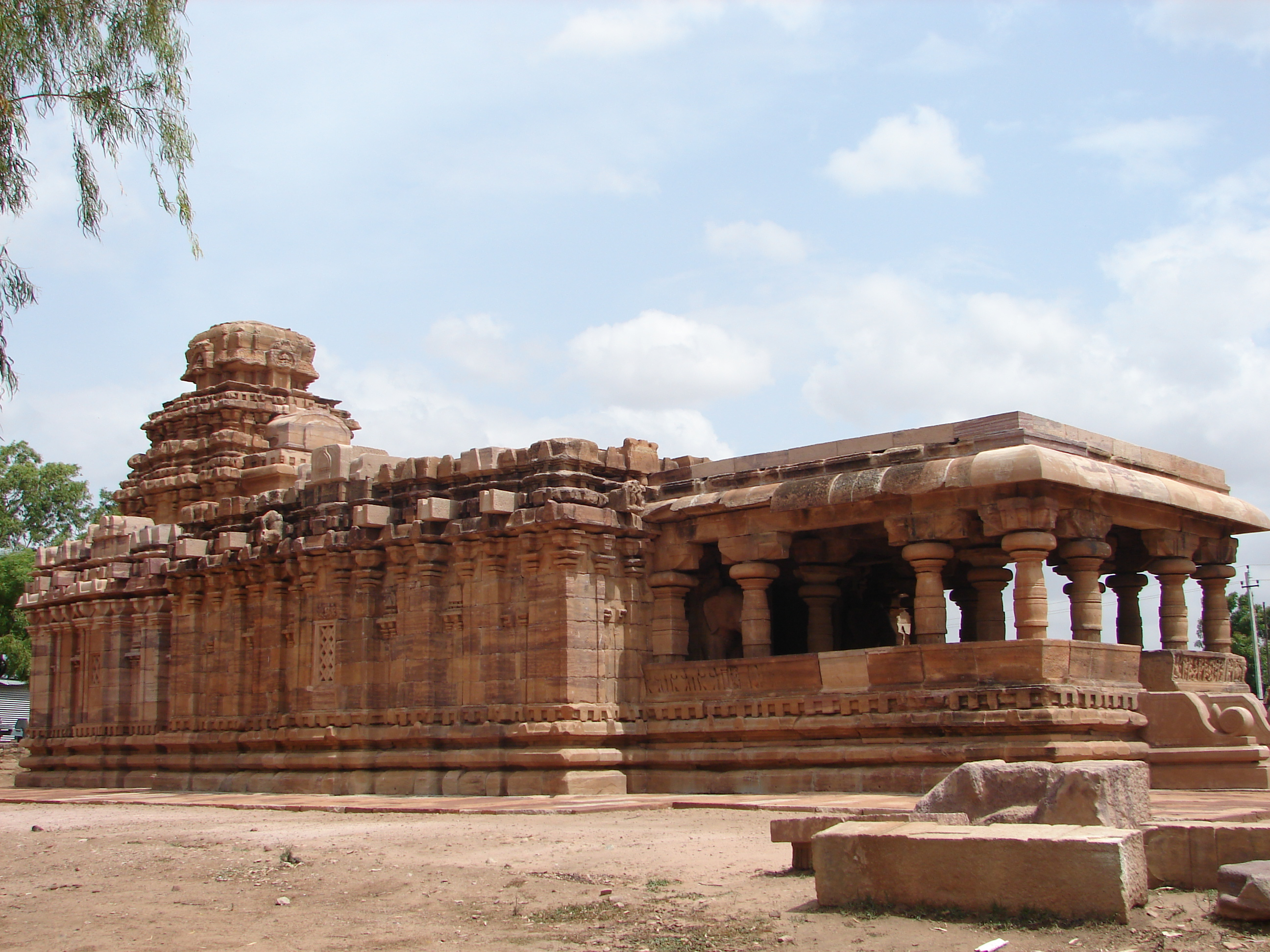
Templo Jaina Narayana Pattadakal construido por Amoghavarsha Rashtrakuta.

Amoghavarsha I prefirió mantener la amistad con todos sus vecinos y feudatarios y evitó adoptar una postura agresiva contra ellos. Todavía se discute si abdicó a veces de su trono para cumplir con sus obligaciones religiosas. Se preocupaba profundamente por sus súbditos y una vez, cuando una calamidad amenazaba con perjudicarlos (según las placas de Sanjan), ofreció su dedo como sacrificio a la diosa Laksmí de Kolhapur. Por este acto benévolo, la inscripción Sanjan lo compara con héroes puránicos como Bali, Shibi y Jimutavahana (héroe de la obra Nagananda) Está escrito que los gobernantes de Vanga, Anga, Magadha, Malwa y Vengi lo adoraban.
Amoghavarsha I fue discípulo de Acharya Jinasena. La prueba de esto proviene del escrito, Mahapurana (también conocido como Uttara Purana) de Gunabhadra en el que el autor afirma «dichosa para el mundo es la existencia de Jinasenacharya, por inclinarse ante quien Amoghavarsha Nrupathunga se consideraba purificado». El mismo escrito demuestra que Amoghavarsha I era un seguidor de la rama Digambara del Jainismo.  Amoghavarsha I patrocinó el jainismo, el budismo y el hinduismo. Sin embargo, según el erudito Reu, escritos como el Mahapurana de Gunabhadra, el Prashnottara Ratnamalika y el Ganita-sara-sangraha de Mahaviracharya son pruebas de que Amoghavarsha Nrupathunga I se había adscrito al jainismo. Según el viajero árabe Suleiman, el imperio de Amoghavarsha I era uno de los cuatro grandes imperios contemporáneos del mundo y, por su carácter pacífico y encantador, se le ha comparado con el emperador Ashoka.  El templo jainista de Narayana de Pattadakal es  Patrimonio de la Humanidad de la UNESCO), un basadi en Konnur y el Neminatha Basadi en Manyakheta fueron construidos durante su gobierno. Su reina fue Asagavve.  Famosos entre los eruditos durante su tiempo fueron Mahaviracharya, Virasena, Jinasena, Gunabhadra, Shakatayan y Sri Vijaya.

## Escritos
Amoghavarsha fue un erudito en literatura canarés y sánscrito. Su propio escrito Kavirajamarga es una obra literaria de referencia en  canarés y se convirtió en un libro guía para futuros poetas y eruditos durante siglos. El escrito sánscrito Prashnottara Ratnamalika se dice que fue escrito por Amoghavarsha I en su vejez cuando se había alejado de los asuntos del estado. Sin embargo, otros sostienen que puede haber sido escrito por Adi Shankara o por Vimalacharya.
En sus obras se mencionan varios autores canarese que le precedieron. Los que escribieron en prosa fueron Vimala, Udaya, Nagarjuna, Jayabandhu y Durvinita, mientras que los que escribieron en poesía fueron Srivijaya, Kavisvara, Pandita, Chandra y Lokapala.